# 彼得·米哈伊洛维奇·伊万诺夫-穆姆吉耶夫
彼得·米哈伊洛维奇·伊万诺夫-穆姆吉耶夫（俄语：Пётр Михайлович Иванов-Мумжиев，1874年8月10日—1927年12月5日）是一位俄羅斯帝國陸軍少将，曾參與鎮壓义和团运动以及日俄战争、第一次世界大战和俄国内战。1922年，他被米哈伊爾·康斯坦丁諾維奇·季捷里赫斯任命為堪察加州的政区首长。同年10月22日，彼得·米哈伊洛维奇·伊万诺夫-穆姆吉耶夫抵達堪察加彼得罗巴甫洛夫斯克。11月2日，在得知俄國白軍從現今的濱海邊疆區撤退後，彼得·米哈伊洛维奇·伊万诺夫-穆姆吉耶夫坐船前往日本，後又來到中華民國。1927年12月5日，彼得·米哈伊洛维奇·伊万诺夫-穆姆吉耶夫因心臟病在上海去世，死後埋葬在外國墳山（現今的靜安公園）。